# تام بیلی (بازیکن فوتبال)
تام بیلی (انگلیسی: Tom Bailey؛ زادهٔ 1888) بازیکن فوتبال اهل بریتانیا است.
از باشگاه‌هایی که در آن بازی کرده‌است می‌توان به باشگاه فوتبال استوک سیتی، باشگاه فوتبال لینکولن سیتی، و باشگاه فوتبال والسال اشاره کرد.